# Afonso Peixoto de Abreu Lima
Afonso Peixoto de Abreu Lima (? — ?) foi um político brasileiro.
Foi presidente da província do Espírito Santo, nomeado por carta imperial de 4 de julho de 1877, de 23 de julho de 1877 a 19 de fevereiro de 1878.